# Les Cowboys
Les Cowboys è un film del 2015 diretto da Thomas Bidegain.